# Ernst Fischer (Marineoffizier)
Johann Ernst Fischer (* 2. Juni 1894 in Dresden; † 19. Juli 1967 in Flensburg) war ein deutscher Marineoffizier, zuletzt Kapitän zur See, und ehrenamtliches Mitglied des Volksgerichtshofs.

## Leben
Ernst Fischer trat im April 1914 in die Kaiserliche Marine ein. Auf dem Linienschiff Hannover eingesetzt wurde er erst Seekadett und Fähnrich. Am 13. Juli 1916 wurde er zum Leutnant zur See befördert und war bis Mai 1917 Adjutant. Bis Kriegsende war er Wachoffizier auf den Torpedobooten V 30 und S 34.
Nach Kriegsende wurde er in die Reichsmarine übernommen. Hier wurde er am 28. September 1920 erst Oberleutnant zur See und dann am 1. April 1926 Kapitänleutnant. Von Mitte Mai 1928 bis September des gleichen Jahres war er erster Kommandeur des Torpedobootes Albatros. 1930 war er als Admiralstabsoffizier an die Marinestation der Nordsee (Wilhelmshaven) kommandiert.
1936 war er als Korvettenkapitän (Beförderung am 1. Juli 1933) in der Allgemeinen Artillerieabteilung (M Wa III) im OKM. Ab 1. März 1937 Fregattenkapitän, war er Ende 1937 Kommandeur der III. Schiffsstammabteilung der Nordsee (Wesermünde). Im Dezember 1937 war er ehrenamtlichen Mitglieder beim 1. Senat des Volksgerichtshofs. Später wurde Fischer Kommandeur der 10. Schiffsstammabteilung (Wesermünde). In dieser Dienststellung wurde er am 1. Januar 1939 zum Kapitän zur See befördert und gab im Dezember 1939 das Kommando ab. Anschließend war er bis August 1940 Chef der Kriegsmarinedienststelle Stettin, bis Januar 1941 Chef der Kriegsmarinedienststelle Calais und dann bis zur Auflösung der Dienststelle im Dezember 1941 Kommandant der Seeverteidigung Calais.
Von Januar 1942 bis April 1942 war er erster Chef der 18. Landungsflottille. Anschließend amtierte er in der Zeit von April bis zur Auflösung im Oktober 1942 als Chef der Seebefehlsstellengruppe I für den Westraum mit Dienstsitz in Antwerpen, bevor er bis Januar 1943 Chef des Stabes beim Stab des Admirals der Seebefehlsstellen war. Es folgten weitere Kommandierungen und im letzten Kriegsjahr war Fischer von Januar 1944 bis Kriegsende Stabsoffizier bei der Marineschule Mürwik in Flensburg-Mürwik.